# Jules Starmans

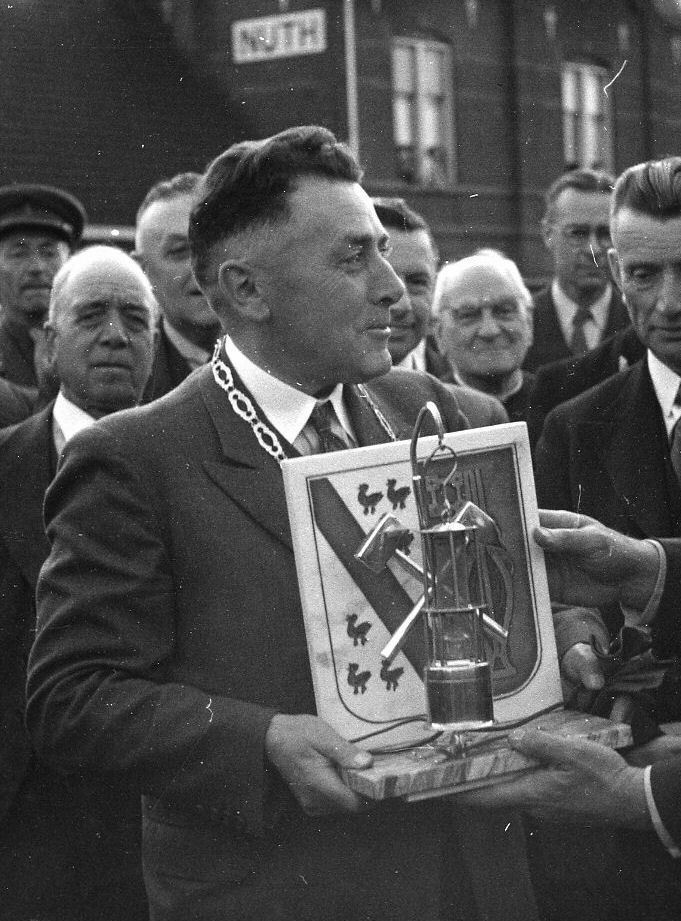
Burgemeester H.J. Starmans (1949)

Hubertus Julianus (Jules) Starmans (Nuth, 11 juni 1894 – aldaar, 21 maart 1971) was een Nederlands politicus.
Hij werd geboren als zoon van Pieter Joseph Starmans en Maria Aldegonda Mulkens. Hij ging rond 1917 werken bij de gemeentesecretarie van Nuth. Hij was daar eerste ambtenaar voor hij begin 1927 burgemeester werd van die gemeente. De drie weken voorafgaand aan de bevrijding van Nuth (18 september 1944) was hij ondergedoken maar vanaf de bevrijding kon hij zijn taak hervatten. Starmans zou daar tot zijn pensionering in juli 1959 burgemeester blijven.
Hij overleed in 1971 op 76-jarige leeftijd.